# ジャパンメディアネットワーク
株式会社ジャパンメディアネットワークは、かつて東京都港区に本社を置いた通信事業者（なお電気通信事業法に基づく電気通信事業者ではない）。
IP網を利用した携帯電話による音声通話定額制のサービスを行うと表明したが、実現する前に破綻した。

## 概要
2002年頃から、「携帯電話に特殊なアダプター（モブデム）を接続することによりIP網を利用した格安な定額通話ができる」との触れ込みで投資家や販売代理店から資金を集めていたが、ネット上では早くからその実現性に疑問性が投げかけられており、「NEWS23」などにおいて実現性に疑問を付けた報道がなされた。サービス開始の延期を繰り返した後、2003年後半から配布されたのは単なるコールバックダイアラー（自動的にコールバック操作を行うアダプタ）であり、IP網を経由して通話する製品は最後まで登場せず、実質的には詐欺であった。2004年1月19日に自己破産を申請。集めた資金は運転資金と幹部の借金返済に消えたとされている。
その後、一時親会社であった大盛工業の株価操作のための"ネタ"として利用されたことが判明、元幹部が風説の流布の疑いで逮捕された。

## モブデム
PDC方式の携帯電話の拡張コネクタに取り付けるアダプタ。アダプタ内部で音声をIP化、パケット網を経由することにより、通話先が固定電話・携帯電話等を問わず定額で通話できる、とされていた。しかし、実際にIP網への接続を実現したアダプタは登場されることはなく、後にモブデムとして配布されたのは、他社が発売していたコールバックダイアラーにシールを貼り付けたものであった。
モブデムの他に「モブコム」というサービスも表明されていた。PHSのデータ定額制と無線LANとを利用したもので、技術的には実現可能なものであったが、サービスインの前に会社が破綻した。

## 沿革
- 1998年 設立。直ちに休眠会社となる
- 2002年 岩田誠一がこれを買い上げ大盛工業の子会社とする
- 2004年 ジャパンメディアネットワーク自己破産申請
- 2008年9月　元幹部の大場武生が証券取引法違反（風説の流布）で懲役2年6月、追徴金約15億6110万円の実刑判決を東京地裁より受ける。